# Jorge Lavelli
Pour les articles homonymes, voir Lavelli.
 (octobre 2019).
Si vous disposez d'ouvrages ou d'articles de référence ou si vous connaissez des sites web de qualité traitant du thème abordé ici, merci de compléter l'article en donnant les références utiles à sa vérifiabilité et en les liant à la section « Notes et références ».
Scènes principales
Théâtre national de la Colline
Jorge Lavelli est un metteur en scène de théâtre et d'opéra franco-argentin né le 11 novembre 1931 à Buenos Aires (Argentine) et mort le 9 octobre 2023 à Paris. 

## Biographie

### Formation théâtrale
Jorge Lavelli a 28 ans quand il arrive à Paris comme boursier du Fonds national des arts de son pays. Il y suit les cours des écoles de Charles Dullin et de Jacques Lecoq.  

### Carrière
En 1961, Jorge Lavelli rejoint la troupe du théâtre des Nations, à Paris. En 1963, il participe au concours national des jeunes compagnies avec sa mise en scène de Le Mariage de Witold Gombrowicz au théâtre Récamier, pour laquelle il obtient le grand prix. 
Ses premières réalisations, orientées vers un théâtre de recherche et de création, explorent le répertoire contemporain. Outre l’œuvre de Gombrowicz, Jorge Lavelli introduit en France les pièces de Copi et dirige les nouvelles pièces d'Arrabal, Obaldia, Handke, Fuentes, Pinter, Rezvani, Athayde…
En 1969, il crée au Festival d'Avignon une première forme de « théâtre musical » avec Orden de Pierre Bourgeade et Girolamo Arrigo. Il entame ainsi son travail consacré à l’opéra, mettant notamment en scène à l'Opéra de Paris en 1975 un Faust de Gounod transposé durant la Première Guerre mondiale - vision révolutionnaire pour l'époque - et repris jusqu'en 2003.
Il est naturalisé français en 1977[réf. nécessaire].
Directeur fondateur du Théâtre national de la Colline à Paris de 1987 à 1996, il choisit de le dédier à la découverte et à la création d’auteurs du XXe siècle.

### Mort
Jorge Lavelli meurt le 9 octobre 2023 à Paris à l'âge de 91 ans. Il est crématisé au crématorium du Père-Lachaise.

## Théâtre
- 1963 : Le Magicien prodigieux de Pedro Calderón de la Barca, Festival de Liège Belgique
- 1964 : Le Mariage de Witold Gombrowicz, théâtre Récamier, Festival de Berlin, Maison de la culture de Caen, création
- 1964 : Divines Paroles de Ramón María del Valle-Inclán, Buenos Aires
- 1965 : Enchaînés d'Eugene O'Neill, théâtre Récamier
- 1965 : Yvonne, princesse de Bourgogne de Witold Gombrowicz, Festival de Venise, Odéon-Théâtre de France, création
- 1966 : Sainte Jeanne dans sa baignoire de Copi, Bilboquet, création
- 1966 : Pique-nique en campagne de Fernando Arrabal, Biennale de Paris, création
- 1966 : Le Cosmonaute agricole de René de Obaldia, Biennale de Paris
- 1966 : La Princesse et la Communiante de Fernando Arrabal, Poche Montparnasse
- 1966 : Spectacle Copi-Arrabal, Bilboquet Paris
- 1966 : Le Cosmonaute agricole de René de Obaldia, théâtre de Lutèce
- 1966 : L'Échange de Paul Claudel, théâtre Daniel-Sorano Vincennes
- 1966 : Il (Godot) est arrivé de Milos Bulatovic, Théâtre de l'Atelier Genève
- 1966 : Insulte au public de Peter Handke, nouveau théâtre de Poche Bruxelles
- 1967 : L'Architecte et l'Empereur d'Assyrie de Fernando Arrabal, théâtre Montparnasse, création
- 1967 : Médée de Sénèque, Odéon-Théâtre de France, Festival de Royan, Festival d'Avignon
- 1967 : Le Triomphe de la sensibilité de Goethe, Festival d'Avignon, Odéon-Théâtre de France, création
- 1967 : Yvonne, princesse de Bourgogne de Witold Gombrowicz, Zurich
- 1967 : La Journée d'une rêveuse de Copi, théâtre de Lutèce, création
- 1968 : Beaucoup de bruit pour rien de William Shakespeare, théâtre de la Ville
- 1969 : Le Concile d’amour d'Oskar Panizza, théâtre de Paris, création
- 1969 : Les Anabaptistes de Friedrich Dürrenmatt, Grand Théâtre Genève
- 1969 : Orden de Pierre Bourgeade et Girolamo Arrigo, Festival d'Avignon, Halles de Paris, création
- 1970-1971 : Le borgne est roi de Carlos Fuentes, Festival d'Avignon puis théâtre des Ambassadeurs
- 1970 : Jeux de massacre d'Eugène Ionesco, théâtre Montparnasse
- 1971 : L'Architecte et l'Empereur d'Assyrie de Fernando Arrabal, Stadt Theater Cologne
- 1971 : ''Le Grand Vizir de René de Obaldia à New York
- 1971 : Opérette de Witold Gombrowicz, Schauspielhaus de Bochum
- 1972 : Yvonne, princesse de Bourgogne de Witold Gombrowicz, Buenos Aires
- 1972 : L'Île pourpre de Mikhaïl Boulgakov, théâtre de la Ville
- 1972 : L'Architecte et l'Empereur d'Assyrie de Fernando Arrabal, Stadtische Bühnen Nuremberg
- 1973 : C'était hier d'Harold Pinter, théâtre Montparnasse
- 1973 : L'Homosexuel ou la Difficulté de s'exprimer de Copi, théâtre de la Cité universitaire, création
- 1973 : Bella Ciao de Fernando Arrabal, théâtre de Chaillot, création
- 1974 : La Mouette d'Anton Tchekhov, Rio de Janeiro
- 1974 : Les Quatre Jumelles de Copi, théâtre Le Palace, création
- 1974 : La Guerre de mille ans de Fernando Arrabal, Nuremberg
- 1974 : Madame Marguerite de Roberto Athayde, théâtre Montparnasse, création
- 1975 : Sur le fil de Fernando Arrabal, théâtre de l'Atelier
- 1976 : Le roi se meurt d'Eugène Ionesco, Comédie-Française au théâtre de l'Odéon
- 1977 : La Mante polaire de Serge Rezvani, théâtre de la Ville, création
- 1979 : La Tour de Babel de Fernando Arrabal, création Comédie-Française au théâtre de l'Odéon, création
- 1980 : Mademoiselle Rose ou le Langage des fleurs de Federico García Lorca, Madrid, Festival de Jérusalem, Festival de Caracas, Théâtre national de l'Odéon
- 1980 : Le Conte d'hiver de William Shakespeare, Festival d'Avignon, théâtre de la Ville
- 1982 : La vie est un songe de Pedro Calderón de la Barca, Comédie-Française salle Richelieu
- 1983 : La Tempête de William Shakespeare, Barcelone, Festivals d'Édimbourg, Moscou, Belgrade
- 1985 : La Nuit de Madame Lucienne de Copi, Festival d'Avignon, Barcelone, Venise, Lille, théâtre de la Commune en 1986, création
- 1986 : Le Songe d'une nuit d'été de William Shakespeare, Comédie-Française, salle Richelieu
- 1987 : Polyeucte de Pierre Corneille, Comédie-Française, salle Richelieu
- 1987 : Une chambre sur la Dordogne de Claude Rich, théâtre Hébertot, création
- 1988 : Le Songe d'une nuit d'été de William Shakespeare, Comédie-Française, salle Richelieu
- 1989 : Une visite inopportune de Copi, Barcelone, création
- 1996 : Trois Femmes grandes d'Edward Albee, théâtre de l'Atelier, création
- 1997-1998 : Six personnages en quête d'auteur de Luigi Pirandello, TNP Villeurbanne puis Buenos Aires
- 1998 : Mère Courage et ses enfants de Bertolt Brecht, , salle Richelieu
- 1999 : L'Ombre de Venceslao de Copi, Théâtre de la Tempête, création
- 2000 : Mein Kampf (farce) de George Tabori Teatro General San Martín de Buenos Aires
- 2001 : L'Ombre de Venceslao de Copi, théâtre du Rond-Point
- 2002 : Le Désarroi de Monsieur Peters d'Arthur Miller, théâtre de l'Atelier, création
- 2003 : Homebody / Kabul de Tony Kushner, création au Théâtre national du Luxembourg et à la Comédie-Française, théâtre du Vieux-Colombier
- 2004 : La Hija del aire (La Fille de l'air) de Pedro Calderón de la Barca, Teatro General San Martín de Buenos Aires et Teatro Español de Madrid
- 2005 : Merlin ou la Terre dévastée de Tankred Dorst, création au festival Nuits de Fourvière et MC93 Bobigny, création
- 2006 : Rey Lear de William Shakespeare, Teatro General San Martín de Buenos Aires
- 2007 : Chemin du ciel (Himmelweg) de Juan Mayorga, théâtre de la Tempête, création
- 2008 : Œdipe roi de Sophocle, Festival de Mérida, Espagne
- 2009 : Le Garçon du dernier rang de Juan Mayorga, théâtre de la Tempête, création
- 2010-2012 : L'Avare de Molière, Teatro María Guerrero, Madrid et tournée en Espagne
- 2011 : Lettres d’amour à Staline de Juan Mayorga, théâtre de la Tempête, création
- 2013 : Le Prix des boites de Frédéric Pommier, théâtre de l'Athénée Louis-Jouvet, création

### Théâtre national de la Colline (1987-1996)
- 1988 : Le Public de Federico García Lorca, création
- 1988 : Une visite inopportune de Copi, création
- 1988 : Réveille-toi, Philadelphie ! de François Billetdoux, création
- 1989 : La Veillée de Lars Norén, création
- 1989 : Opérette de Witold Gombrowicz
- 1989 : Une visite inopportune de Copi, théâtre Poliorama, Compagnie Flotats, Barcelone, Espagne, création en Catalan
- 1990 : Greek (à la Grecque) de Steven Berkoff, création
- 1990 : La Nonna de Roberto Cossa, création
- 1991 : Heldenplatz (Place des Héros) de Thomas Bernhard, création
- 1991 : Comédies barbares de Ramón María del Valle-Inclán, Festival d'Avignon 1991, création
- 1992 : Greek (à la Grecque) de Steven Berkoff, création
- 1992 : Kvetch de Steven Berkoff, création
- 1992 : Macbett d'Eugène Ionesco
- 1993 : Mein Kampf (farce) de George Tabori, création
- 1993 : Maison d'arrêt d'Edward Bond, Festival d'Avignon 1993, création
- 1993 : Kvetch de Steven Berkoff, Festival d'Avignon 1993,
- 1993 : Macbett d'Eugène Ionesco, Argentine
- 1994 : Mein Kampf (farce) de George Tabori, tournée
- 1994 : Les Journalistes d'Arthur Schnitzler, théâtre national Dona Maria II, Lisbonne (Capitale culturelle de l’Europe), création
- 1994 : L'Amour en Crimée de Sławomir Mrożek, création
- 1995 : Décadence de Steven Berkoff, création
- 1995 : C.33 de Robert Badinter, création
- 1996 : Décadence de Steven Berkoff, création
- 1996 : Arloc de Serge Kribus, création
- 1996 : Slaves ! de Tony Kushner, création
- 1997 : Molly S de Brian Friel, création

## Opéra
- 1970 : Le Procès opéra de Gottfried von Einem, Opéra de Vienne, création
- 1975 : Idomeneo, re di Creta de Wolfgang Amadeus Mozart, Festival d'Aix-en-Provence
- 1975 : Faust de Charles Gounod, Opéra de Paris
- 1975 : Le Carnaval de Venise d'André Campra, Festival d'Aix-en-Provence
- 1975 : L'Heure espagnole et L'Enfant et les Sortilèges de Maurice Ravel, Scala de Milan
- 1976 : La traviata de Giuseppe Verdi, Festival d'Aix-en-Provence
- 1976 : Faust de Charles Gounod, Metropolitan Opera New York, Kennedy Center Washington
- 1977 : Pelléas et Mélisande de Claude Debussy, Opéra de Paris
- 1977 : Fidelio de Ludwig van Beethoven, Halle aux grains de Toulouse
- 1978 : Fidelio de Ludwig van Beethoven, théâtre musical d'Angers
- 1978 : Madame Butterfly de Giacomo Puccini, Scala de Milan, Opéra de Paris
- 1978 : Alcina de Georg Friedrich Haendel, Festival d'Aix-en-Provence
- 1978 : Carmen de Georges Bizet, Opéra national du Rhin Strasbourg, La Monnaie Bruxelles
- 1979 : L'Enfant et les Sortilèges de Maurice Ravel et Œdipus rex d’Igor Stravinsky, Opéra de Paris
- 1979 : Les Noces de Figaro de Mozart, Festival d'Aix-en-Provence, Opéra de Liège Liège
- 1979 : Madame Butterfly de Giacomo Puccini, Opéra de Paris
- 1980 : Idomeneo, re di Creta de Mozart, La Fenice Venise
- 1980 : Dardanus de Jean-Philippe Rameau, Opéra de Paris palais Garnier
- 1981 : Le Château de Barbe-Bleue de Béla Bartók et L'Heure espagnole de Maurice Ravel, Grand Théâtre de Nancy
- 1981 : Le Château de Barbe-Bleue de Béla Bartok et Œdipus rex d’Igor Stravinsky, Grand Théâtre de Genève
- 1981 : Maddalena et Ivan le Terrible  de Sergueï Prokofiev, Festival international de Graz, création
- 1982 : Au grand soleil d'amour chargé de Luigi Nono, La Fabrique Opéra de Lyon, création
- 1982 : Les Arts florissants de Marc-Antoine Charpentier, Opéra royal du château de Versailles
- 1983 : Norma de Vincenzo Bellini, Theater der Stadt Bonn
- 1984 : Faust de Charles Gounod, Theater der Stadt Bonn
- 1984 : Orphée aux Enfers de Jacques Offenbach, Espace Cardin
- 1985 : Alcina de Georg Friedrich Haendel, Opéra de Palerme
- 1985 : Andrea Chénier d'Umberto Giordano, Theater der Stadt Bonn
- 1985 : Le Retour de Casanova de Girolamo Arrigo, Grand Théâtre de Genève, création
- 1985 : Bérenger 1er d’Heinrich Sutermeister, théâtre Cuvilliés Festival de Munich, création
- 1985 : La Star de Zygmunt Krauze, Lille, création
- 1986 : Salomé de Richard Strauss, Opéra de Zurich, Opéra de Paris
- 1986 : Le Château de Barbe-Bleue de Béla Bartok et Œdipus rex d’Igor Stravinsky, Theater der Stadt Bonn
- 1986 : La Clémence de Titus de Mozart, Opéra de Hambourg
- 1986 : L'Affaire Makropoulos de Leoš Janáček, Teatro Colón, Buenos Aires
- 1988 : Faust de Charles Gounod, Opéra de Paris
- 1988 : La Célestine de Maurice Ohana, Opéra de Paris, création
- 1989 : La Star de Zygmunt Krauze, Théâtre national de la Colline
- 1989 : La Flûte enchantée de Mozart, Festival d'Aix-en-Provence
- 1990 : L'Enlèvement au sérail de Mozart, Festival d'Aix-en-Provence
- 1992 : Faust de Charles Gounod, Opéra Bastille
- 1996 : Faust de Charles Gounod, Opéra Bastille
- 1997 : La Veuve joyeuse de Franz Lehár, Opéra de Paris
- 1999 : Pelléas et Mélisande de Claude Debussy, Teatro Colón Buenos Aires
- 2000 : Cécilia de Charles Chaynes sur un livret d’Eduardo Manet, création à l'opéra de Monte-Carlo puis à Nancy et Liège, création
- 2000 : Siroe de Haendel, pour le Grand théâtre de la Fenice, à la Scuola grande di San Giovanni Evangelista, Venise
- 2001 : Ariodante de Haendel, Opéra de Paris Palais Garnier
- 2001 : Faust de Charles Gounod, Opéra de Paris, Opéra Bastille
- 2002 : Medea de Rolf Liebermann, création Opéra de Paris, création
- 2002 : Babel 46 de Xavier Montsalvatge, création, et L'Enfant et les Sortilèges de Maurice Ravel, Teatro Real de Madrid, création
- 2003 : Faust de Charles Gounod, Opéra de Paris, Opéra Bastille
- 2003 : Le Vaisseau fantôme de Richard Wagner, Teatro San Carlo de Naples
- 2003 : Faust de Charles Gounod, Teatro de la Maestranza de Séville
- 2004 : Babel 46 de Xavier Montsalvatge et L'Enfant et les Sortilèges de Maurice Ravel, Grand théâtre du Lycée de Barcelone
- 2004 : Siroe de Haendel, Brooklyn Academy of Music de New York
- 2005 : Cécilia de Charles Chaynes, sur un livret d’Eduardo Manet, Théâtre-Opéra d'Avignon et des pays du Vaucluse
- 2009 : Simon Boccanegra de Giuseppe Verdi, théâtre du Capitole (Halle aux grains)
- 2010-2011 : Polieukt de Zygmunt Krauze, Opéra de chambre de Varsovie, Varsovie, puis théâtre du Capitole, création
- 2012 : La Veuve joyeuse de Franz Lehár, Opéra de Paris, Palais Garnier, reprise
- 2012 : Rienzi de Richard Wagner, théâtre du Capitole, création
- 2013 : Polieukt de Zygmunt Krauze, Opéra de chambre de Varsovie

## Distinctions

### Décorations
- 1988 : Officier dans l’ordre des Arts et des Lettres[5]
- 1992 : Chevalier dans l’ordre national du Mérite
- 1993 :  Commandeur de l'ordre des Arts et des Lettres[6]
- 1994 :  Officier de la Légion d'honneur
- 18 avril 2002 : Officier dans l'ordre national du Mérite, par Catherine Tasca, ministre de la Culture et de la Communication
- 28 mars 2012 :  Commandeur de l'ordre national du Mérite par Frédéric Mitterrand, ministre de la Culture et de la Communication[7]

### Récompenses
- Prix de la critique 1970 pour Jeux de massacre d'Eugène Ionesco
- Grand prix du théâtre du Syndicat de la critique 1976  pourLe roi se meurt d'Eugène Ionesco
- Prix Dominique de la mise en scène 1976 pour Le roi se meurt d'Eugène Ionesco
- Prix de la critique espagnole 1980 pour Doña Rosita la soltera de Federico García Lorca
- Prix de la critique italienne 1980 pour Doña Rosita la soltera de Federico García Lorca
- Prix de la meilleure création d'une pièce en langue française du Syndicat de la critique 1988 pour Une visite inopportune de Copi
- Prix de la meilleure création d'une pièce en langue française du Syndicat de la critique 1989 pour Réveille-toi, Philadelphie de François Billetdoux
- Molières 1990 : Molière du théâtre public pour Greek de Steven Berkoff
- Prix du Brigadier 1993 pour Macbett d'Eugène Ionesco
- Grand Prix des arts de la scène de la Ville de Paris 1996
- Prix ACE 1999 pour Six personnages en quête d'auteur de Luigi Pirandello
- Prix ACE 2000 pour Mein Kampf (farce) de George Tabori
- Prix Plaisir du théâtre 2004
- Prix SACD 2008 : Prix de la mise en scène pour Chemin du ciel